# Jeff Richmond
Jeff Richmond, all'anagrafe Jeffrey Wayne Richmond (Garrettsville, 7 gennaio 1961), è un compositore, produttore televisivo e attore statunitense.

## Biografia
Jeff Richmond è nato a Portage County, nell'Ohio. Ha frequentato la James A. Garfield High School a Garrettsville (Ohio) e si è laureato alla Kent State University.
Attualmente è famoso negli Stati Uniti soprattutto per la sua attività di compositore: ha lavorato allo show televisivo Saturday Night Live e le musiche della serie televisiva 30 Rock (creato dalla moglie) sono opera sua.

## Vita privata
Richmond è sposato con Tina Fey, comica, attrice e ex capo-sceneggiatrice del Saturday Night Live. Si incontrarono al Second City di Chicago e si frequentarono per sette anni prima di sposarsi col rito ortodosso il 3 giugno del 2001.  La coppia ha due figlie, Alice Zenobia Richmond, nata a New York il 10 settembre 2005 e Penelope Athena Richmond, nata il 10 agosto 2011. La coppia vive in un appartamento a Long Island City, New York.

## Discografia
Album
- 2010 - 30 Rock Original Television Soundtrack
- 2018 - Mean Girls (Original Broadway Cast Recording) (con Nell Benjamin)